# جامعة واواسان المفتوحة
جامعة واواسان المفتوحة (بالإنجليزية:Wawasan Open University)، هي جامعة خاصة تقع في بينانق، ماليزيا، توفر للطلاب إمكانية الوصول إلى التعليم العالي عبر التعلم المفتوح عن بعد، تأسست عام 2006.

## الوصف
- يقع الحرم الجامعي الرئيسي للجامعة على البحر في الجزء الشمالي الشرقي من جزيرة بينانج بماليزيا.[4]

- يتكون المبنى الرئيسي من مبنيين: قصر تراثي يسمى هومستيد، ومبنى البخاري الحديث المكون من 12 طابقًا.[5]

- بالإضافة إلى الحرم الجامعي الرئيسي في بينانغ، تدير الجامعة أربعة مراكز إقليمية في إيبوه وكوالالمبور وجوهور باهرو وكوتشينغ لدعم المتعلمين عن بعد الموجودين في تلك المدن وما حولها.[6]